# الاتحاد الدولي لرياضة البوتشيا
الاتحاد الدولي لرياضة البوتشيا (BISFed) هو الهيئة الحاكمة الدولية لرياضة بوتشيا. بوتشيا العالمية (World Boccia) هي العلامة التجارية التي يستخدمها الاتحاد الدولي لرياضة البوتشيا (BISFed) في المسابقات لتعكس الأهمية المتزايدة للرياضة.
تولى الاتحاد رسميًا إدارة الرياضة في 1 يناير 2013 من الرابطة الدولية لرياضة وترويح المصابين بالشلل الدماغي (CPISRA).

## الروابط الخارجية
- الاتحاد الدولي لرياضة البوتشيا (BISFed)
- اللجنة الدولية للبوتشيا
- بوكيا على موقع اللجنة البارالمبية الدولية